# Sesterské plesá

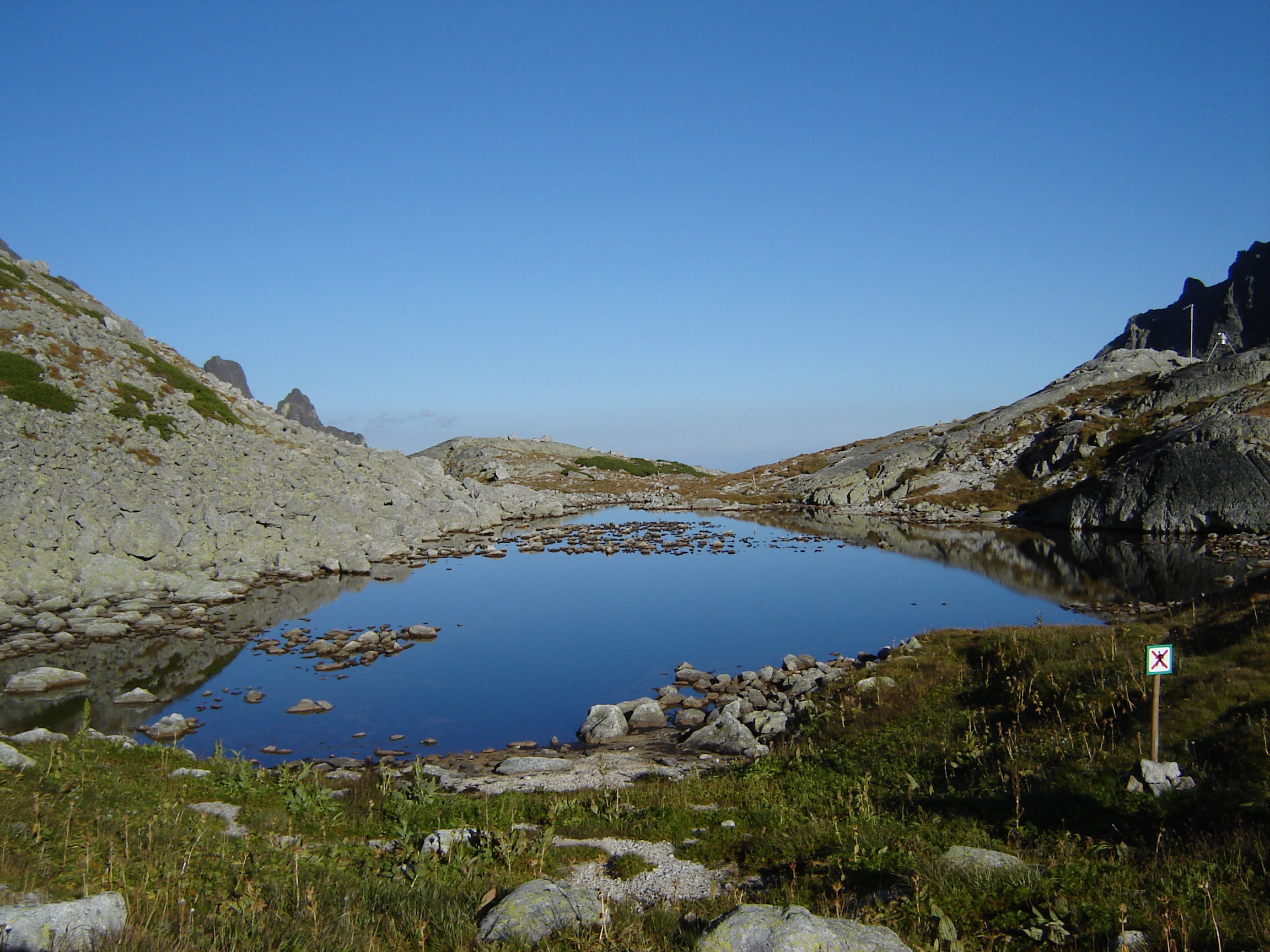
Sesterské pleso

Sesterské plesá (česky Sesterská plesa) jsou soustavou dvou větších a jednoho menšího plesa ve Vysokých Tatrách, nacházející se u Zbojnické chaty, v nadmořské výši okolo 1 960 m.

## Plesa
Pojmenování jezer ve Velké Studené dolině je matoucí a liší se především slovenská a polská terminologie. Poláci nazývají Sesterská plesa „Harnaskie Stawy“ (podle slova harnaś – vůdce zbojníků), ale řadí k nim i Starolesnianské pleso, Nižné Zbojnícké pleso a Malé Zbojnícké pleso. Podobná je situace s názvy německými a maďarskými (Kitaibel-tavak po botanikovi Pálu Kitaibelovi).
| pleso                 | slovensky                                        | polsky                 | rozloha (ha) | délka (m) | šířka (m) | m.hl. (m) | objem (m³) | n.v. (m) | Souřadnice                       |
| --------------------- | ------------------------------------------------ | ---------------------- | ------------ | --------- | --------- | --------- | ---------- | -------- | -------------------------------- |
| Starolesnianske pleso | Starolesnianske pleso                            | Wyżni Harnaski Staw    | 0,7200       | 130       | 70        | 4,2       | 10 588     | 1 988    | 49°10′48″ s. š., 20°10′00″ v. d. |
| Sesterské pleso       | Vyšné Sesterské pleso                            | Pośredni Harnaski Staw | 0,3265       | 125       | 55        | 1,3       | 1 419      | 1 974    | 49°10′39″ s. š., 20°10′00″ v. d. |
| [ 3 ]                 | Prostredné Sesterské pleso                       | Niżnie Harnaskie Oko   | —            | —         | —         | —         | —          | 1 958    | 49°10′41″ s. š., 20°09′52″ v. d. |
| Zbojnícke plesa III   | Nižné Sesterské pleso nebo Nižné Zbojnícke pleso | Niżni Harnaski Staw    | 0,1950       | 68        | 45        | 2,5       | 1 426      | 1 955    | 49°10′38″ s. š., 20°09′42″ v. d. |
| Zbojnícke plesa IV    | Malé Zbojnícke pleso                             | Wyżnie Harnaskie Oko   | 0,0415       | —         | —         | 0,6       | 250        | 1 966    | 49°10′43″ s. š., 20°09′44″ v. d. |

## Turistika
Po  z Tatranské Lomnice okolo Vodopádů Studeného potoka a Rainerovy chaty (2.10 hod. tam, 1.55 hod. zpět) a dále podél Veľkého Studeného potoka na Zbojnickou chatu (2.15 hod. tam, 1.45 hod. zpět) a odtud po  (cca 10 min oběma směry). Trasa je středně náročná.
Po  (jednosměrná) z Téryho chaty přes Priečne sedlo (1.30 hod.) a dále dolů na Zbojnickou chatu (1.45 hod.) Trasa je náročná a na svém konci vede kolem ples.